# Jiulong (socken i Kina, Henan)
Jiulong (kinesiska: 九龙, 九龙乡) är en socken i Kina. Den ligger i provinsen Henan, i den centrala delen av landet, omkring 280 kilometer sydväst om provinshuvudstaden Zhengzhou. Antalet invånare är 35 607. Befolkningen består av 17 502 kvinnor och 18 105 män. Barn under 15 år utgör 28,0 %, vuxna 15-64 år 64 %, och äldre över 65 år 7,0 %.
Genomsnittlig årsnederbörd är 858 millimeter. Den regnigaste månaden är augusti, med i genomsnitt 142 mm nederbörd, och den torraste är januari, med 8 mm nederbörd.